# 波莫拉夫列区
波莫拉夫列区是塞爾維亞中部的行政区，行政中心为亚戈迪纳。行政区面積为2,614平方公里，2020年人口数量为182,047人。

## 城市和市镇
波莫拉夫列区的范围包括一个城市和5个市镇：
- 亚戈迪纳（城市）
- 丘普里亚
- 代斯波托瓦茨
- 帕拉欽
- 雷科瓦茨
- 斯維拉伊納茨